# Kleinaschaff
Die Kleinaschaff ist der knapp viereinhalb Kilometer lange linke Quellbach der Aschaff im Landkreis Aschaffenburg im bayerischen Spessart.
Manche sehen „Kleinaschaff“ nur als einen Nebennamen für den Oberlauf der Aschaff an und einige Karten beschriften diesen Quellzweig der Aschaff schon ab seiner Quelle mit deren Namen.

## Geographie

### Aschaffquelle

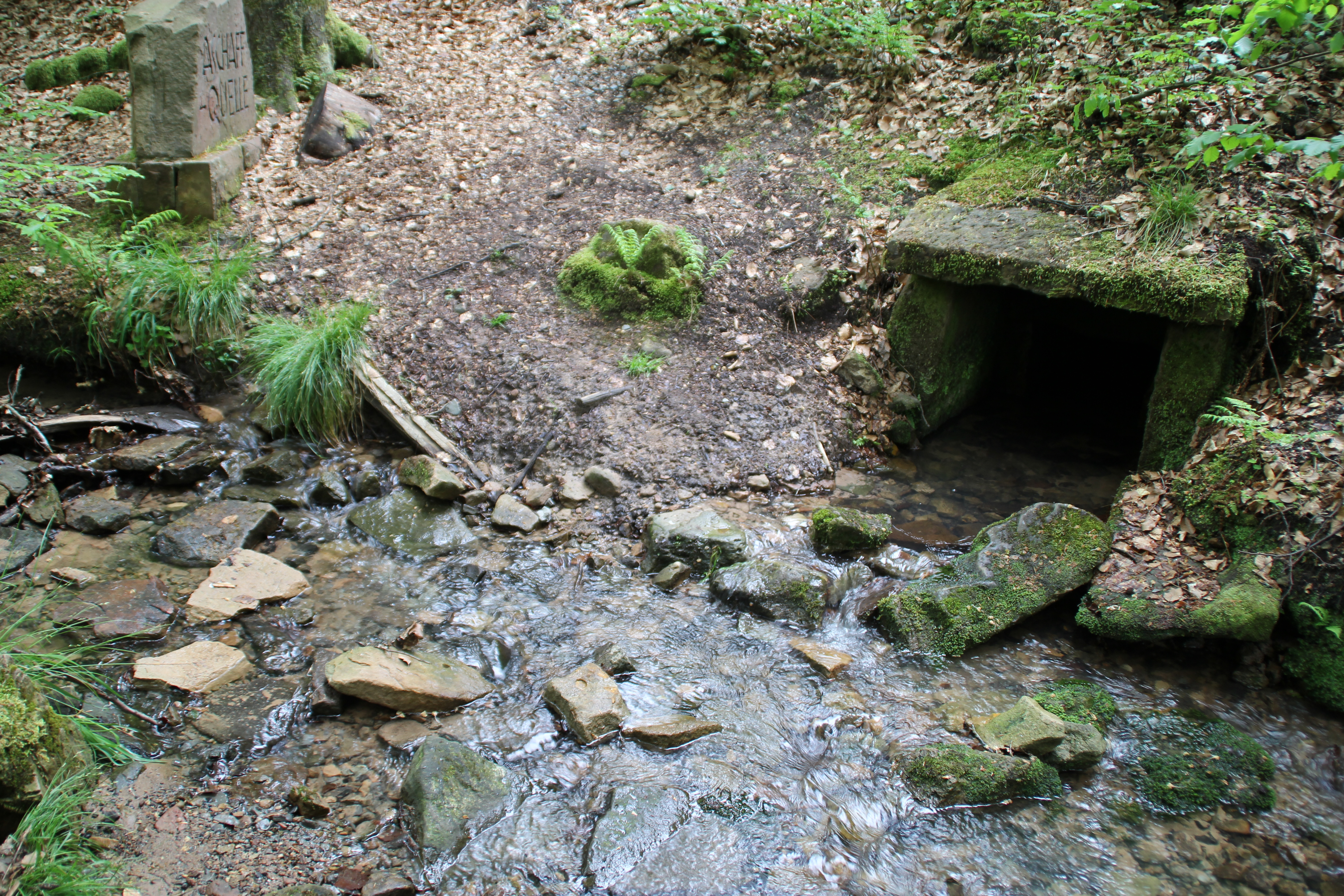
Die Aschaffquelle hinter Waldaschaff nahe Weibersbrunn

Die Kleinaschaff entspringt südöstlich von Waldaschaff in einem engen Tal im Waldaschaffer Forst nahe Weibersbrunn am Fuße des Bergrückens der Eselshöhe. Die Quelle befindet sich am linken Talhang und ist gefasst. Direkt daneben befinden sich ein Buntsandsteinfindling mit dem Schriftzug „Aschaff-Quelle“. Zeitweise fließt ein Bach in den Quellbereich ein, der weiter talaufwärts und östlich der Autobahn entspringt, aber die meiste Zeit trocken liegt. Eine 2015 fertiggestellte Talbrücke in der Nähe der Quelle, auf der die A 3 verläuft, erhielt den Namen Talbrücke Aschaffquelle. Beim Bau wurde der Quellbereich nicht verändert.

### Verlauf
Die A 3 begleitet am rechten Hang des nordwestlich laufenden Tals der Kleinaschaff das Gewässer, das den Geißbach aufnimmt und dann nach Norden abknickt. Dort überspannt die neu errichtete Kauppenbrücke der A 3 das untere Tal. In Waldaschaff vereinigt sich die Kleinaschaff mit dem nur wenig kürzeren Autenbach, der von Osten aus einem engeren Tal heranfließt, zur Aschaff. Der verrohrte Zusammenfluss wurde 2012 wieder freigelegt.

### Zuflüsse
- Bach aus dem Altwiesengrund (links)
- Geißbach (links)

### Flusssystem Aschaff
- Liste der Fließgewässer im Flusssystem Aschaff

## Daten und Charakter
Die Kleinaschaff ist ein grobmaterialreicher, silikatischer Mittelgebirgsbach. Ihr chemischer und ökologischer Zustand werden beide als gut bezeichnet.

## Kauppenbrücke
Das Tal der Kleinaschaff wird von der Kauppenbrücke, einer Spannbetonhohlkastenbrücke mit einer Gesamtlänge von 490,50 Metern überspannt. Die größte Stützweite hat das mittlere Feld mit etwa 95 Metern in 55 Metern Höhe. Für den Bau der Brücke musste die Kleinaschaff ein wenig verlegt werden.